# Ministerio del Reich para la Ilustración Pública y Propaganda
El Ministerio Imperial para la Ilustración Popular y Propaganda (en alemán: Reichsministerium für Volksaufklärung und Propaganda, abreviado RMVP), mencionado habitualmente como «Ministerio de Propaganda», fue un departamento ministerial de la Alemania nazi que existió entre 1933 y 1945. El Ministerio fue creado poco después de la toma del poder por los nacionalsocialistas como la institución central de la propaganda nacionalsocialista. Fue el departamento responsable de la regulación de la prensa, la literatura, el arte visual, el cine, el teatro, la música y la radiodifusión. Durante casi toda su existencia estuvo dirigido por Joseph Goebbels.

## Organización
El ministerio fue organizado en siete departamentos:
- División I: Administración y cuestiones legales;
- División II: Mítines de masas, salud pública, juventud, raza;
- División III: Radiodifusión (Reichs-Rundfunk-Gesellschaft);
- División IV: Prensa nacional y extranjera;
- División V: Películas y censura cinematográfica;
- División VI: Arte, música y teatro;
- División VII: Protección contra la contrapropaganda extranjera y nacional;

## Lista de Ministros
| N.º | Nombre | Nombre          | Inicio              | Final               | Duración          | Partido | Partido | Gabinete          |
| --- | ------ | --------------- | ------------------- | ------------------- | ----------------- | ------- | ------- | ----------------- |
| 1   |        | Joseph Goebbels | 14 de marzo de 1933 | 30 de abril de 1945 | 12 años y 47 días |         | NSDAP   | Gabinete Hitler   |
| 2   |        | Werner Naumann  | 30 de abril de 1945 | 2 de mayo de 1945   | 2 días            |         | NSDAP   | Gabinete Goebbels |